# Palmierite
La palmierite è un minerale appartenente al supergruppo della palmierite.